# 大鱗梅氏鯿
大鱗梅氏鯿（学名：Metzia mesembrinum）为輻鰭魚綱鯉形目鲴科的一個種。

## 分布
本魚分布金門、臺灣。但1920年至今在台灣已無發現紀錄，野外很可能已絕種。2001年左右，陳義雄接受金門國家公園委託，調查金門淡水域魚類資源，意外找到傳聞中的大鱗梅氏鳊，2009年林務局將之被列為「其他應予保育」之野生動物，賦予法律位階；2011年族群調查證實，族群數已降到接近臨界點，外來種入侵以及河川水泥化是最大的殺手。

## 深度
水深0至5公尺。

## 特徵
本魚體頗高，略側扁，頭小，口端位，斜裂，延伸至鼻孔中點正下方。體被圓鱗，側線完全，自腹鰭基部至肛門有一肉稜。胸部鈍圓，背鰭不具硬刺，胸鰭不達腹鰭，臀鰭基長，尾鰭分叉較深，體呈灰銀白色，體側具有許多灰色縱紋，背部呈青灰色，各鰭灰白而透明，無斑點，體長可達4.3公分。

## 生態
本魚為初級淡水魚，喜棲息於平原河川中、下游的潭區或營養豐富的湖沼水域，活動於中上層。屬雜食性，以浮游動物、植物及小型無脊椎動物等為食。

## 經濟利用
可做為觀賞魚。